# Macalik Alfréd

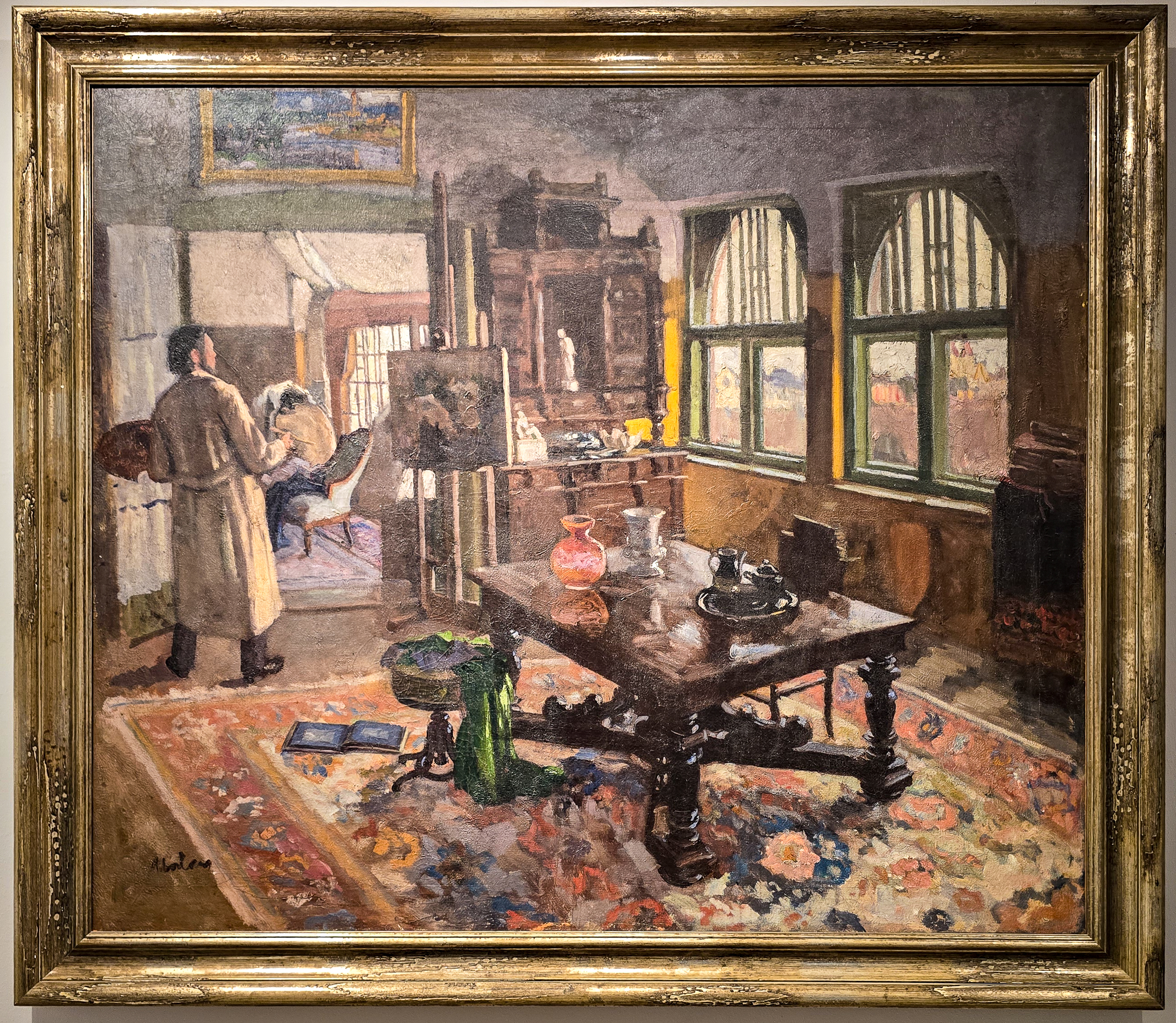
Macalik festő a műtermében. Tibor Ernő festménye az egykori műteremmel szomszédos épületben, a Darvas–La Roche-házban van kiállítva Nagyváradon

Macalik Alfréd (Bécs, 1888. szeptember 10. – Nagyvárad, 1979. szeptember 20.) romániai magyar festőművész, Nagyvárad hűséges festőkrónikása.

## Életpályája
A nagyváradi Főreáliskolában érettségizett 1909-ben, a krakkói szépművészeti akadémián kezdte szaktanulmányait (1910–11), ezután a Szolnoki művésztelep ösztöndíjasa lett (1913), majd Budapesten a Szépművészeti Főiskolán Balló Ede növendéke volt (1914–18).
Világháborús katonai szolgálata után 1919-től jelentkezett kiállításokon. Festészete a művészi ábrázolás klasszikus hagyományait követte. Tájképeket, csendéleteket ábrázoló olajfestményeket, akvarelleket, rajzokat, rézkarcokat készített. Sötét tónusú képei az 1920-as években tett nagybányai tanulmányútjai során élénkültek meg. Magán festőiskolája működött Nagyváradon (1930–37), tanított a Népi Művészeti Iskolában. Portréi közül kiemelkednek önarcképei és azok, melyeket a nagyváradi irodalmi-művészeti élet jeleseiről – így Tabéry Gézáról – festett. Egy krakkói rokonlátogatás alkalmából Pilsudsky marsall arcképét is megfestette.
Elmélyült zenei tanulmányokat is végzett, szervezője volt városa zenei életének, tanára a Népi Művészeti Iskolának; egyik rajza (a család tulajdonában) a koncerten fellépő Bartók Bélát ábrázolja. Előadásokat tartott művészeti-esztétikai kérdésekről s a Nagyvárad, Nagyváradi Napló hasábjain szakcikkeivel jelentkezett. A Körösvidéki Múzeum 1966-ban megrendezte gyűjteményes tárlatát.